# Сайхань
Сайха́нь (кит. упр. 赛罕, пиньинь Sàihǎn) — район городского подчинения городского округа Хух-Хото автономного района Внутренняя Монголия (КНР).

## История
В 1956 году из прилегающих к Хух-Хото уездных земель был образован Пригородный район. В 1999 году Пригородный район был переименован в район Сайхань.

## Административное деление
Район Сайхань делится на 8 уличных комитетов и 3 посёлка.